# Warngau
Warngau är en kommun i Landkreis Miesbach i Regierungsbezirk Oberbayern i förbundslandet Bayern i Tyskland.